# Compiègne
Compiègne es una ciudad francesa situada en el departamento del Oise, en la región Alta Francia.

## Historia
En la época galorromana, Compiègne era un lugar de paso por el Oise (Isara), unido a una red de vías secundarias en la frontera de los territorios de Bellovaques (Beauvais) y de Suessions (Soissons). El puente se encontraba en un lugar llamado el «cercado de las rosas».
Compiègne se llamaba Compendium, es decir, 'atajo'.
Titulada Villa real, Compiègne estuvo asociada a la corona de Francia durante la época de los merovingios. Juana de Arco fue capturada al atravesar la orilla derecha del Oise. El palacio fue utilizado, con frecuencia, por los Reyes de Francia. Luis XV y el delfín recibieron allí a María Antonieta cuando llegó a Francia. Napoleón III hizo transformar el castillo en palacio para sus estancias en la ciudad (o en Pierrefonds).
De la ciudad actual no se han encontrado, en la documentación, vestigios de la época galo-romana; se encuentran menciones a algunas villas de los alrededores, especialmente del puente (seguramente algún edificio militar). Del antiguo castillo medieval tan sólo queda un torreón en ruinas.
Durante la ocupación, los nazis instalaron un campo de tránsito e internamiento en Royallieu que estuvo activo desde junio de 1941 hasta agosto de 1944. El primer tren de deportados políticos sale del campo el 6 de julio de 1942. En este lugar se inauguró el 23 de febrero de 2008 el « Memorial del internamiento y la deportación».

## Geografía
Compiègne está situada en la confluencia de los ríos Oise y Aisne. Está a 65 kilómetros al norte de París.
Está limitada, al oeste por el Oise, al este por el bosque comunal de Compiègne, al norte por el Aisne y al sur limita con Croix-Saint-Ouen. La estación está situada en la orilla derecha del Oise.

### Ciudades limítrofes
- en el cantón de Compiègne-Nord:
Clairoix, Choisy-au-Bac y Margny-lès-Compiègne;

- en el cantón de Compiègne-Sud-Est:
Lacroix-Saint-Ouen, Saint-Jean-aux-Bois y Vieux-Moulin;

- en el cantón de Compiègne-Sud-Ouest:
Jaux y Venette.

## Transporte
La estación de tren Gare de Compiègne ofrece conexiones con París, Amiens, Cambrai y varios destinos regionales. La autopista más cercana es la A1 que une de París a Lille.

## Realizaciones arquitectónicas
- Castillo de Compiègne; empezó su construcción Ange-Jacques Gabriel y la terminó su alumno Louis Le Dreux de la Châtre.
- La villa Marcot (1908), de Henri Sauvage.

## Administración

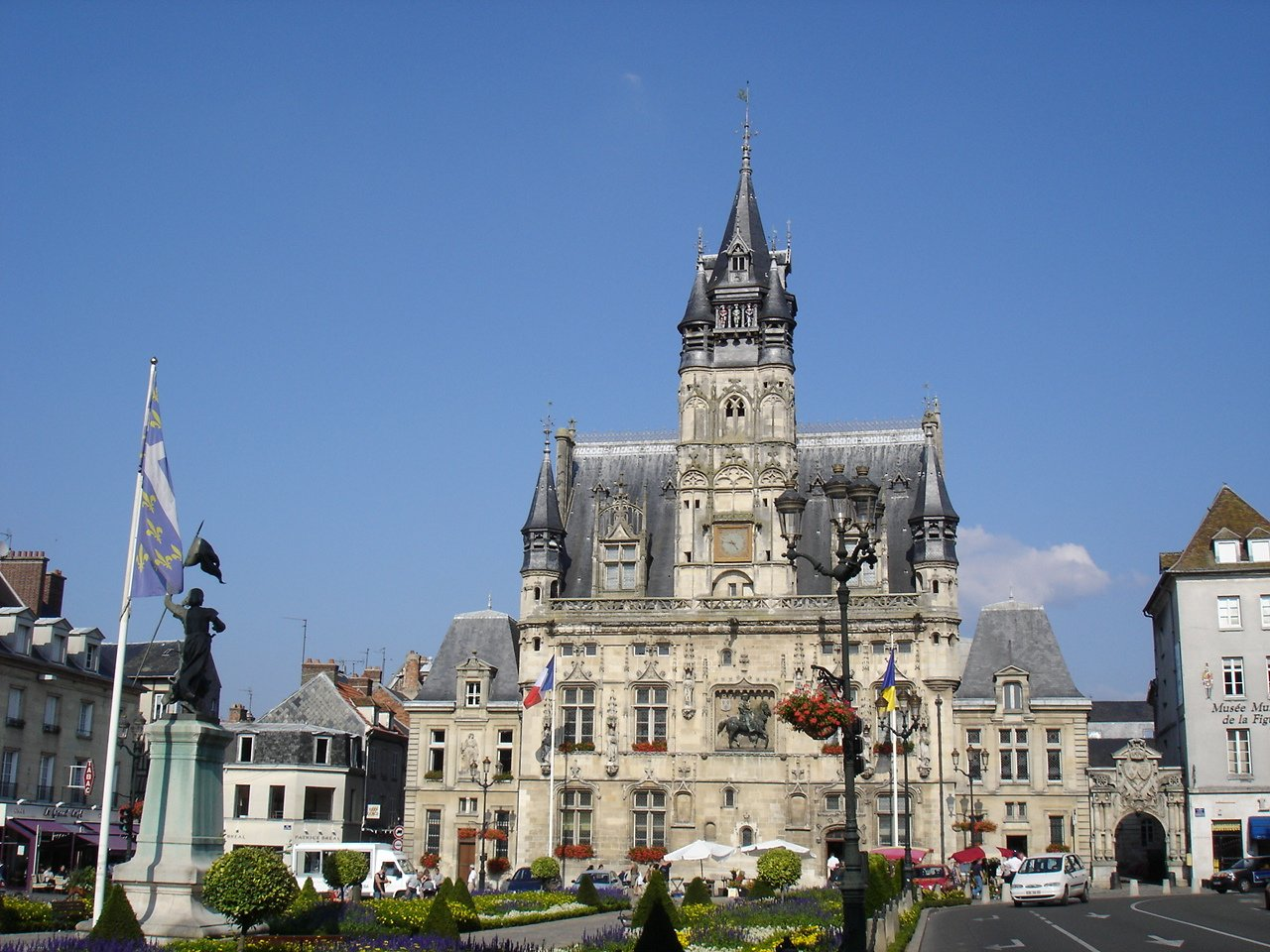
Plaza del Ayuntamiento de Compiègne.

La ciudad de Compiègne es una subprefectura del Oise, y está separada en tres cantones:
- Cantón de Compiègne-Nord (con cinco comunas)
- Cantón de Compiègne-Sud-Est (con cuatro comunas)
- Cantón de Compiègne-Sud-Ouest (con cinco comunas)

## Economía
- Construcciones mecánicas
- Informática
- Química

## Enseñanza superior

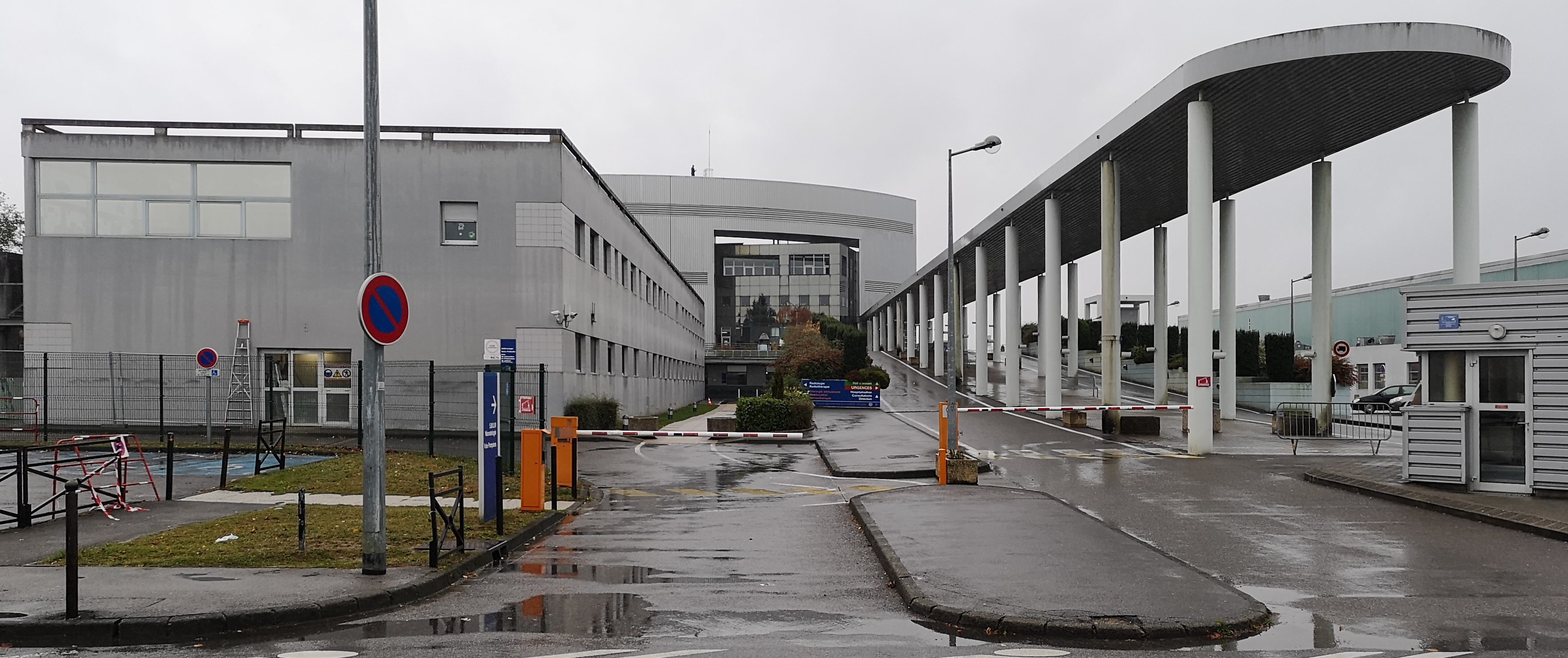
Compiegne-Noyon Hospital

- Universidad de Tecnología de Compiégne (UTC)
- Escuela Superior de Comercio de Compiègne

## Patrimonio civil y museos
- Compiègne está clasificada como Ciudad de Arte e Historia.
- Castillo de Compiègne.
- Museo Antoine Vivenel, fundado con la donación efectuada en 1839 por el empresario y coleccionista de dicho nombre. Reconocido por su colección de cerámicas griegas (algunas de las cuales pertenecieron a Luciano Bonaparte) cuenta también con pinturas de viejos maestros (Lavinia Fontana, Luca Giordano, Pedro Núñez de Villavicencio) y dibujos importantes, como dos bocetos de Durero y otro de Rembrandt.
- Bosque de Compiègne.

## Patrimonio religioso
- Iglesia de San Antonio.

## Otros acontecimientos

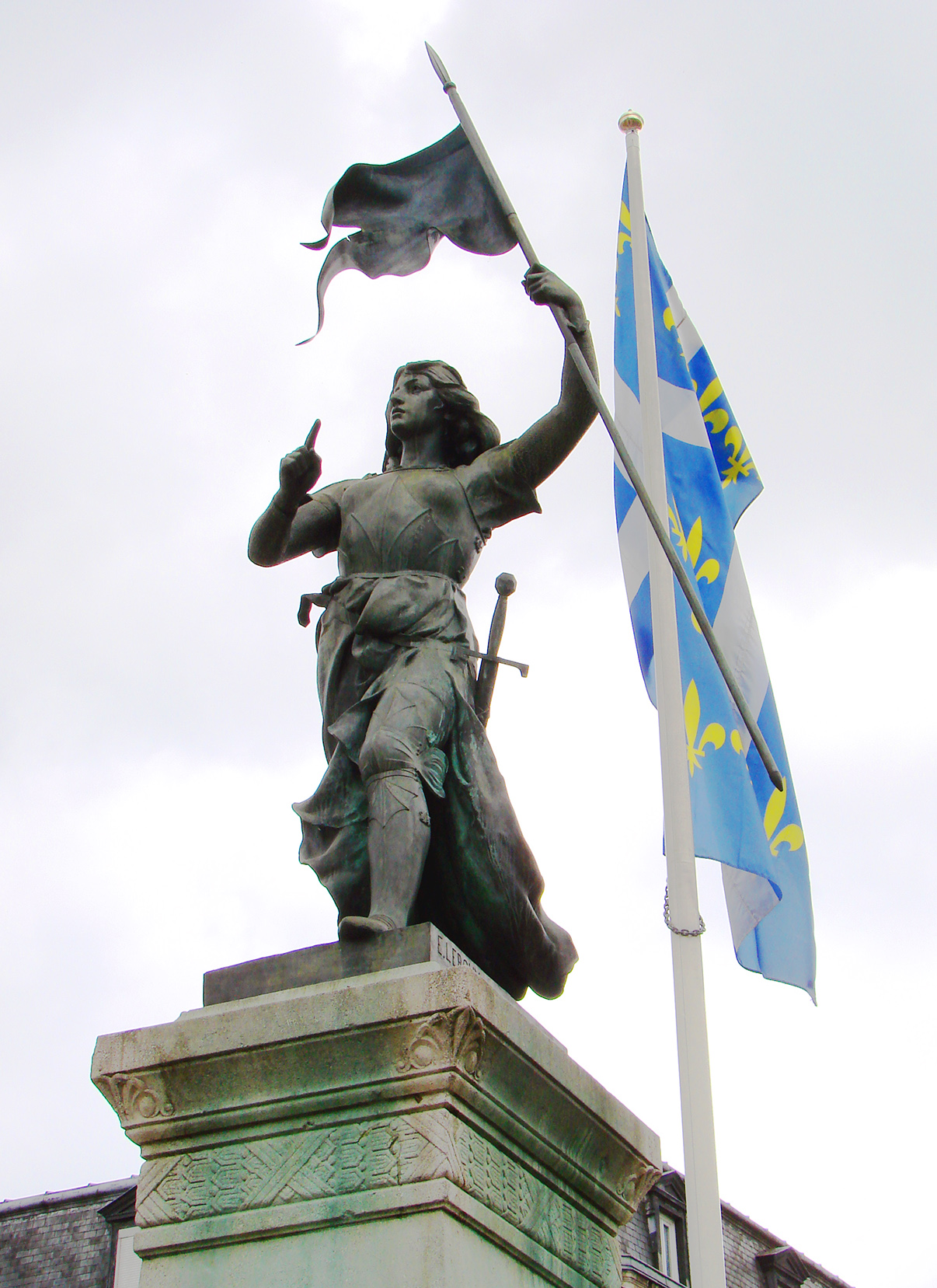
Escultura de Juana de Arco en Compiègne.

- Ragenfred combatió contra los austrasianos en 715 en el bosque de Cuise, cercano a Compiègne.
- Juramento de vasallaje en 757 de Tassilon III a Pipino el Breve.
- Tratado de Compiègne en 868; se concedió Cotentin, Avranchin y las islas anglo-normandas a Salaün, llamado Salomón.
- El 2 de enero de 876 construcción de la villa de Compiègne por Carlos el Calvo, según el modelo de Constantinopla.
- Tregua de Compiègne, en 884, entre Carlomán II de Francia y los Vikingos.
- Elección, en 987, de Hugo Capeto, rey de Francia, consagrado en Noyon el 3 de julio.
- Captura de Juana de Arco, por los borgoñones, el 23 de mayo de 1430.
- La Revolución francesa ocasionó la matanza de dieciséis religiosas carmelitas del convento de Compiègne, trasladadas a Paría para ser ajusticiadas, suceso en el que se inspiró Gertrud von le Fort para escribir La última del patíbulo, que dará origen a Diálogos de Carmelitas de Georges Bernanos
- Compiègne organizó las pruebas de golf de los Juegos Olímpicos del verano de 1900 en los terrenos de la Sociedad de deportes de Compiègne.
- En el bosque comunal de Compiègne, en un vagón, en un claro próximo a Rethondes, se firmó el armisticio del 11 de noviembre de 1918, entre Francia y Alemania, en presencia del mariscal Foch y del general Weygand.
- El primer tren de deportados políticos partió desde el campo de Royallieu hacia Auschwitz, el 6 de julio de 1942.
- En el mismo vagón de 1918, se firmó el 22 de junio de 1940 el armisticio entre Francia, representada por Pétain, y Alemania, representada por Hitler.
- Desde 1977 es la ciudad de salida de la famosa clásica ciclista París-Roubaix.

## Ciudades hermanadas
Compiègne mantiene un hermanamiento de ciudades con:
- Arona, Piamonte, Italia.
- Bury St Edmunds, Inglaterra, Reino Unido.
- Elbląg, Varmia y Masuria, Polonia.
- Guimarães, Braga, Portugal.
- Huy, Valonia, Lieja, Bélgica.
- Kiryat Tiv'on, Israel.
- Landshut, Baviera, Alemania.
- Raleigh, Carolina del Norte, Estados Unidos.
- Shirakawa, Fukushima, Japón.
- Vianden, Luxemburgo.